# Elephant Song (film)
Elephant Song è un film del 2014 diretto da Charles Binamé, adattamento cinematografico di un'omonima opera teatrale di Nicolas Billon, che è anche sceneggiatore del film.

## Trama
Dopo l'improvvisa e misteriosa scomparsa del dottor Lawrence, uno psichiatra che lavora presso un ospedale psichiatrico, il dottor Green viene incaricato di intervistare Michael Aleen, un paziente del dottor Lawrence che dice di conoscere molte cose. La capo infermiera Susan Peterson mette in guardia il dottor Green su Michael, dicendogli di non fidarsi completamente di lui, essendo un ragazzo molto intelligente e manipolatore. Inizia così tra il medico e il paziente una serie di dialoghi-scontro, in cui il dottor Green, oltre a cercare la verità, cerca di aiutare Michael a superare i suoi traumi infantili.

## Distribuzione
Il film è stato presentato in anteprima al Toronto International Film Festival il 10 settembre 2014.

## Riconoscimenti
- 2015 - Canadian Screen Awards
  - Miglior sceneggiatura non originale a Nicolas Billon
  - Candidatura a Miglior attore protagonista a Bruce Greenwood